# Wessex-Kultur
Die Wessex-Kultur (auch Wessex grave series) war eine früh-bronzezeitliche Kultur  im südlichen Großbritannien. Sie sollte nicht mit dem späteren angelsächsischen Königreich Wessex verwechselt werden.

## Bestattungen
Die Kenntnisse der Wessex-Kultur der ersten Hälfte des zweiten vorchristlichen Jahrtausends basieren allein auf Grabfunden, da Siedlungen bisher nicht entdeckt wurden. Die Bestattungen liegen unter Grabhügeln, anfangs als Erd-, später als Feuerbestattungen, und sind durch reiche Grabbeigaben charakterisiert, denen meist die Keramik fehlt. Exotische Gegenstände wie armorikanische Dolche, Bernstein und irisches Gold und cornisches Zinn sind häufig, gerne wurden auch mehrere Materialien kombiniert, wie Gold und Bernstein, Silber und Bernstein oder Gold und Jet (Lignit). Gleichzeitig finden sich Bestattungen mit späten Glockenbechern und Foodvessels. Dolchgräber werden als männliche, solche ohne Waffen als weibliche Bestattungen interpretiert.

## Ursprung
Stuart Piggott wollte die von ihm 1938 benannte Wessexkultur auf eine Invasion aus der Bretagne zurückführen. Das gilt heute als überholt.
Ob die Wessex-Bestattungen eine Elite-Form der späten Glockenbecherkultur darstellen, und ihr Verhältnis zu den Bestattungen mit Foodvessels, wird kontrovers diskutiert. Insgesamt fügen sich die Wessex-Bestattungen gut in den Kreis der reichen frühbronzezeitlichen (Reinecke A1) Bestattungen ein, wie sie auch aus der Bretagne (Dolchgräber der Serie I), Singen, den Niederlanden (Hoogeloon) und dem Aunjetitzer Bereich (Leubingen, Helmsdorf) bekannt sind.

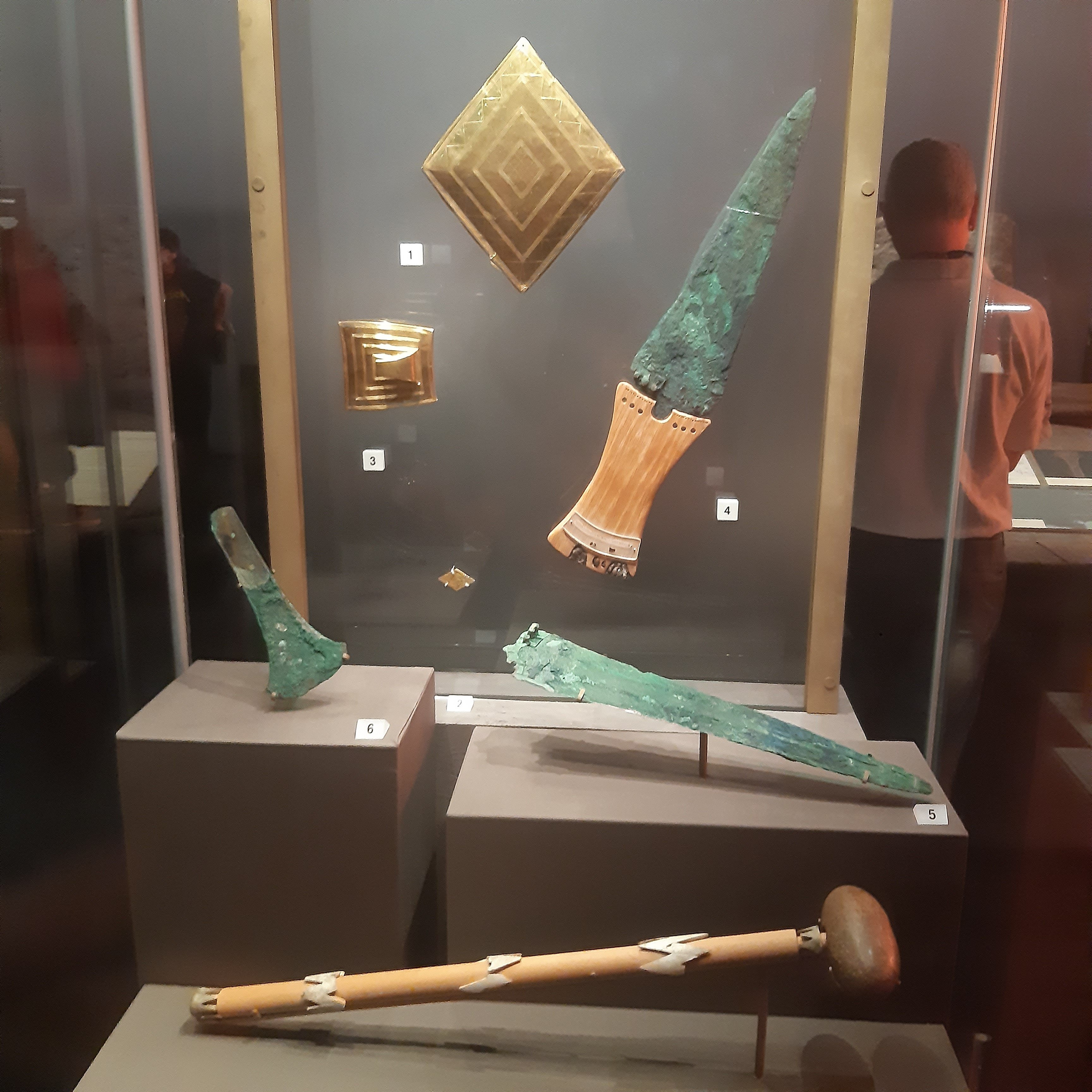
Funde vom Bush Barrow

## Handel
Die Träger der Wessex-Kultur scheinen einen weitläufigen Handel mit dem europäischen Festland getrieben zu haben, so wurde Bernstein aus dem Baltikum, Schmuck aus Deutschland, Dolche aus der Bretagne und Gold aus Irland gefunden. Sogenannte Fayenceperlen, die man früher für mykenische Importe hielt, sind einheimische Produkte. Sie finden sich auch in der Bretagne und in den Niederlanden (Exloërmond, Drenthe).

## Kultbauten
Der durch den Handel gewonnene Wohlstand gestattete den Wessexleuten vermutlich den Ausbau der dritten Phase von Stonehenge.

## Sozialstruktur
Auch eine entwickelte soziale Organisation kann angenommen werden, um solch weitreichenden Handel zu organisieren. Colin Renfrew postuliert, dem sozial-evolutionstischen Modell von Elman Fried folgend, frühe Häuptlingstümer (Chiefdoms).

## Chronologie
Arthur ApSimon schlug 1954 eine Gliederung in Wessex 1, verbunden mit Kupfergeräten des Willerby-Horizontes, und Wessex 2, kombiniert mit dem Arreton-Typ vor.
Die Einteilung in Wessex I und II lässt sich im Licht der 14C-Daten nicht mehr halten. Ein 14Datum der menschlichen Knochen aus der Zentralbestattung von West Overton Hügel G1, das Wessex I zugeordnet wird, lieferte ein unkalibriertes Datum von 3550±35 BP (SUERC-26203). Dies entspricht einem kalibrierten Datum (nach CalPal online) von 1880 ± 60 v. Chr.

## Wichtige Fundorte
- Bush Barrow, Wiltshire
- Norton Bavant Borrow Pit, Wiltshire
- Roundway G8 Barrow, Wiltshire
- West Overton Barrow (G1), Wiltshire
- Mold Cape, Wales